# Restituta
Restituta  è un nome proprio di persona italiano femminile.

## Varianti
- Maschili: Restituto[1][2][3]

### Varianti in altre lingue
- Ceco: Restituta
- Francese: Restitute, Restitude
- Latino: Restituta[2]
  - Maschili: Restitutus[2]
- Polacco: Restytuta
  - Maschili: Restytut
- Spagnolo: Restituta

## Origine e diffusione
Etimologicamente, deriva dal latino restituta (al maschile restitutus), cioè "restituita", nel senso di "restituita alla vera fede" (in riferimento alla salvezza operata dal battesimo) oppure di "restituita ai genitori" se nata dopo la morte di una sorella maggiore. Il significato è quindi analogo al nome Reparata.
È un nome di scarsa diffusione, attestato quasi solamente nella forma femminile e tipico della Campania e del Lazio; riflette principalmente il culto verso due sante martiri, Restituta d'Africa, patrona di Lacco Ameno (nell'isola d'Ischia) e Restituta, patrona di Sora.

## Onomastico

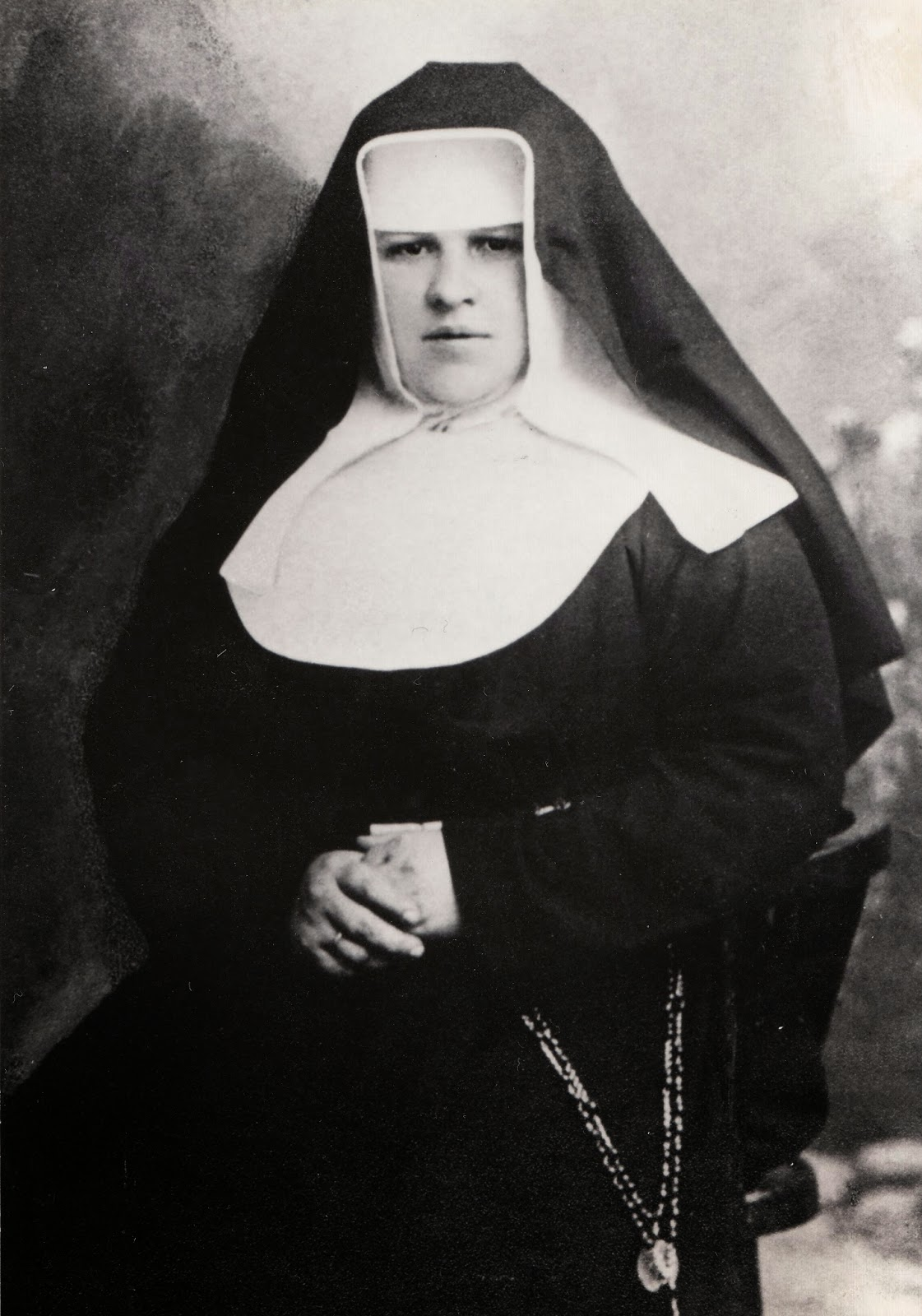
Beata Maria Restituta Kafka

Numerosi santi e sante hanno portato questo nome; l'onomastico si può festeggiare in memoria di uno qualsiasi di essi, alle date seguenti:

- 30 marzo, beata Maria Restituta Kafka, religiosa francescana della carità cristiana, martire a Vienna sotto il nazismo[4]
- 10 giugno, san Restituto, martire in Spagna con san Crispolo[4]
- 17 maggio, santa Restituta, martire in Africa[4]
- 17 maggio, santa Restituta, madre di sant'Eusebio di Vercelli[4]
- 27 maggio, santa Restituta, martire a Sora
- 27 maggio, san Restituto, martire a Roma[4]
- 30 maggio, san Restituto, vescovo di Cagliari e martire[4]
- 28 agosto, san Restituto, vescovo di Cartagine e martire[4]

## Persone
- Restituta d'Africa, santa berbera
- Restituta di Sora, nobile e santa romana
- Restituta Joseph, mezzofondista e maratoneta tanzaniana
- Maria Restituta Kafka, religiosa austriaca

### Variante maschile Restituto
- Restituto di Cartagine, vescovo africano